# Challes (Sarthe)
Challes is een gemeente in het Franse departement Sarthe (regio Pays de la Loire). De plaats maakt deel uit van het arrondissement Le Mans. Challes telde op 1 januari 2022 1.161 inwoners.

## Geografie
De oppervlakte van Challes bedroeg op 1 januari 2022 25,83 vierkante kilometer; de bevolkingsdichtheid was toen 44,9 inwoners per km².

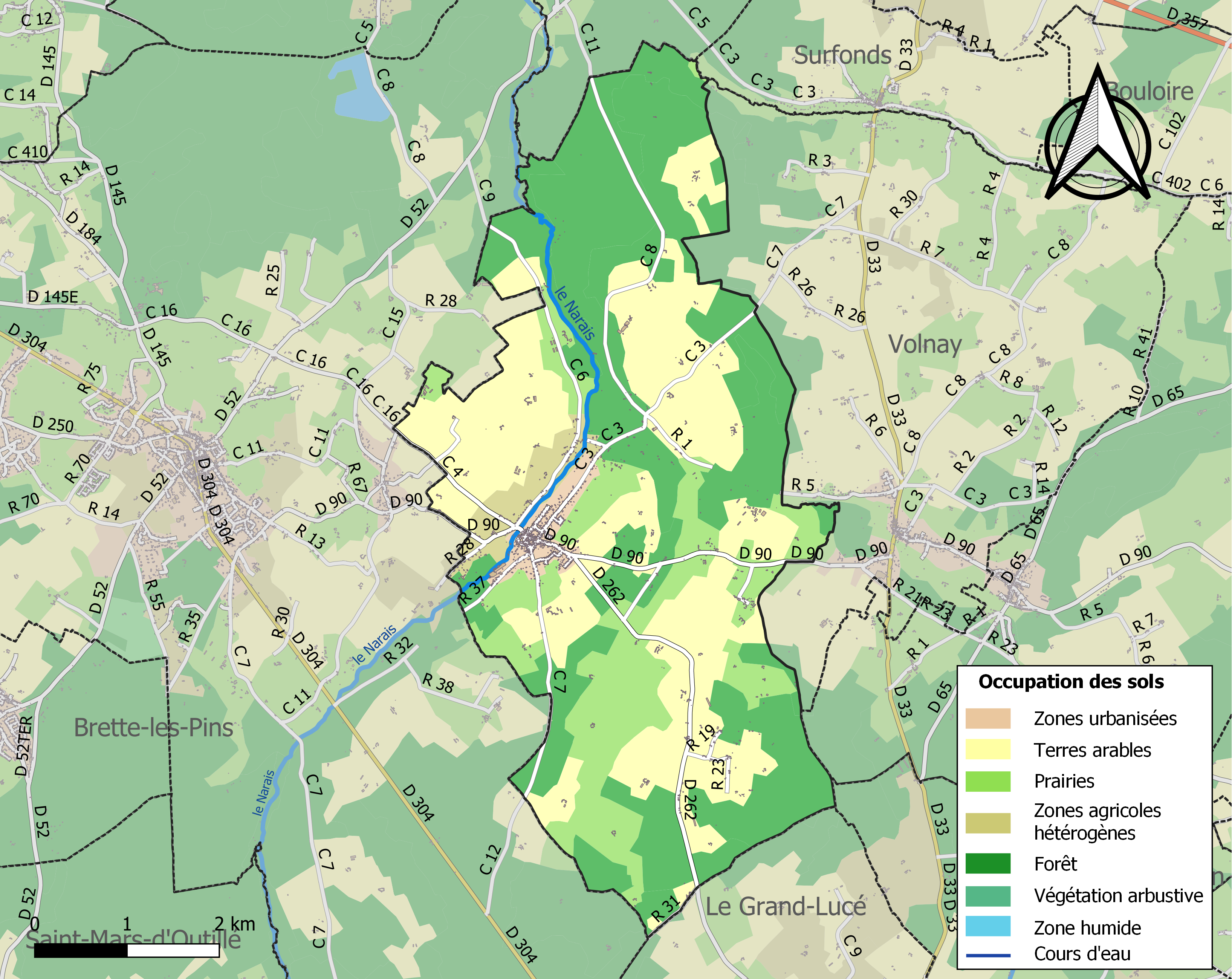
Kaart van de gemeente met de belangrijkste infrastructuur, bodemgebruik en omliggende gemeenten

## Demografie
Onderstaande figuur toont het verloop van het inwonertal (bron: INSEE-tellingen).